# 陳欽生
陳欽生（英語：Fred Chin Him-san，1949年2月27日—），綽號「生哥」，是一位出身马来西亚霹靂州怡保的臺灣白色恐怖時期政治受難者，出獄後積極從事人權運動與人權教育至今。

## 生平

### 白色恐怖

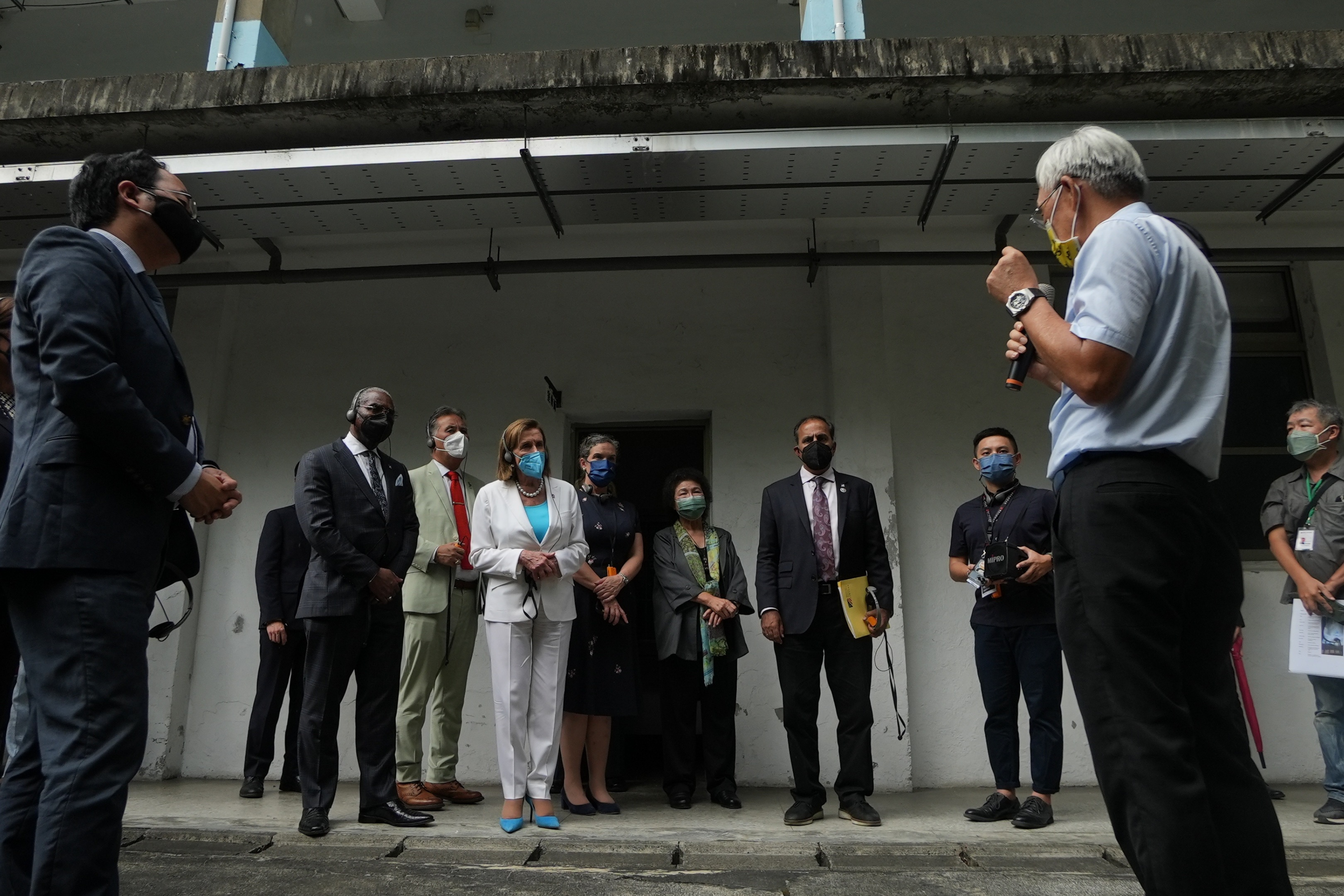
陳欽生（右二）為美國眾議院議長南希·佩洛西一行導覽白色恐怖景美紀念園區

1967年，在放棄留學利物浦大學後，陳欽生以僑生身份自馬來西亞前往臺灣留學，並就讀於國立成功大學化學工程系；課餘時間，他經常前往臺南美國新聞處（今臺南原愛國婦人會館）瀏覽英文報紙及雜誌。
1971年大學三年級時「臺南美國新聞處爆炸案」發生後，3月3日當天下午，有秘密警察在勝利路告訴他有親友欲與其在臺北見面，並將他載至當地調查局（與李敖等人同時遭逮捕），連續刑訊逼供三週，又屢屢退回其配合編造之自白書。後來，承辦人員告訴他原案件已由李敖和謝聰敏承擔罪責，故其可返校繼續完成學業，但又將他哄騙並載至另一處繼續要求其配合編造新的自白內容，以維持承辦人員之業績及其單位系統之運作原則。隨後，他在承辦人員（張繼田）協助下編造自白「參與小學副校長在馬來西亞的共產黨組織」，並因而被依《懲治叛亂條例》第二條第一項求處死刑。
在消息傳出後，其家屬及馬來西亞政府（當時恰好與中華民國政府斷交）等團體單位及個人紛紛為其奔波營救，並最終使其改處有期徒刑12年；但在法庭上，陳因無法接受如此結果而央求法官給予死刑，法官也答以其惟奉命行事而已。
陳欽生先被羈押於景美看守所，判刑後被移送國防部綠島感訓監獄及台灣仁愛教育實驗所監禁，刑期過半後，陳的母親曾獨自前往臺灣尋人，在無法充分理解國語的情況下從臺北乘火車到臺東，再搭船至綠島，但錯至島上另一司法監獄且沒被告知其子之真實所在。陳母在返抵臺北後遇到退休軍官主動協助，並再度返回綠島終於與他見面，然而只能在面會室隔著玻璃窗凝視觸摸。

### 出獄人生
1983年出獄後，陳欽生因無身分證及其政治犯身份等因素遭特務騷擾，並因而被迫露宿臺北市龍山寺一帶長達三年，仰賴翻找餿水維生。後來接受善心人士之援手，使其感受臺灣民間的溫暖。1986年他一再以死相諫，臺灣警備總司令部終於同意發給他身分證，次年臺灣解嚴後取得護照，此後尋得就業機會，並因而結識日後的妻子。
1988年，陳欽生終於得以返回馬來西亞，並得知母親曾替他準備神主牌位以面對其可能已經身亡的事實。此後，陳長年定居於臺北，並在事業上獲得成就。2010年代，在熱心人士關懷下，開始參與人權相關運動，並長期參與相關單位白色恐怖歷史現場導覽解說。
2017年2月24日，陳與吳榮元及吳俊宏等白色恐怖受難者以校友身分返回國立成功大學，參加由校長蘇慧貞主持的畢業證書補頒典禮。
2022年8月3日，美國眾議院議長南西·裴洛西訪問台灣並造訪國家人權博物館白色恐怖景美紀念園區，陳欽生親自擔任導覽員為訪團一行解說臺灣白色恐怖時期歷史。

## 語錄
- 「如果不是...我早就應該完成我在台灣的學業，然後到英國繼續深造，回國（馬來西亞）當教授，我當年的夢想就是回馬來亞大學教書。」[1]
- 「我個人苦難或許不算什麼，但只要想到媽媽，我就會難過到晚上睡不著覺。」[7]
- 「有一天班長講，陳欽生有人來看你，我想怎麼可能……還沒進門，就看到母親遠遠的在那邊……當放下話筒，她慢慢離開，我看着她的背影，撐不住了，崩潰昏倒在地，不停抽搐……想念母親時，我會唱〈母親你在何方〉。」[8]
- 「媽，妳放心，要好好照顧妳自己，我答應妳，一定會回馬來西亞去跟妳團圓。」[8]
- 「上車的那一刻，我就失去了我的自由。」[9]
- 「唱歌跟講故事對我來說，是有療癒效果的方式。」[8]
- 「儘管後來有個幸福的家庭，但心理還是像大石頭壓着一樣。自從他們騙我出來講故事後，越講，我心裏石頭越來越小，越來越沒有壓力。」[8]
- 「午餐過後，很多客人剩下的食物都會倒在裡面，雖然很混雜，但食物還是比較新鮮的、可吃的東西。」[10]

## 軼事
- 他曾主張保留部分威權統治象徵物，以使參觀者能體會歷史真相。[11]